# スープラナショナリズム
スープラナショナリズム（英語：supranationalism）とは、国際法や政治学（とくに国際関係論）において、「国家より上位にある次元の主体に国家主権（の一部）を譲渡することで国家統合が進展する」とする立場。
日本語では「超国家主義」という表現があてられることが多いが、国粋主義や急進的国家主義などのような「ウルトラナショナリズム (ultranationalism)」とは区別が必要である。
スープラナショナリズムの反対の立場は、政府間主義である。

## 概要

### 歴史的背景
超国家的な主権統合の構想は、欧州統合に至る歴史を通じて提起されてきた。主権国家の出現する近代以前から戦間期に至るまで「ヨーロッパ」の平和構想はさまざまに存在していたが（デュボアの「キリスト教共和国」構想、クーデンホーフ・カレルギーによる「パン・ヨーロッパ」など）、戦後復興・ドイツ問題への対処・冷戦構造の固定化という時代情勢の中で、ヨーロッパ統合を伴う第二次世界大戦の戦後構想はロベール・シューマンやジャン・モネによるシューマン宣言へと収斂した。このヨーロッパ統合構想によって1951年に欧州石炭鉄鋼共同体（ECSC）設立のためのパリ条約が調印された。同共同体の「高等機関（High Authority）」は、「超国家的（supranational）」な性格をもつと明記され、国家主権の部分的移譲を伴う超国家的統合が開始された。

### 統合理論としての新機能主義
このような超国家的な欧州統合は、ヨーロッパ大での連邦化を志向し、個別の非政治的領域から次第に統合の領域が「波及（spill over）」し拡大すると考えるエルンスト・B・ハースによる新機能主義（neo-fuctionalism）によって理論的に支持されていた。

### 新機能主義の衰退と超国家主義としての再建
新機能主義は1970年代の欧州統合の停滞によって説得力を失ったが、1986年に調印（翌年発効）された単一欧州議定書によって1992年度までの単一市場導入が決定し、欧州統合は経済的・政治的に進展した。ストーンスウィートとサンドホルツは、これをスピル・オーバーによって説明するのではなく、政治的統合と超国家的制度の形成過程をEU国境の取引の増加に注目して説明する「経済活動ベース（transaction-based）」の統合理論（超国家主義）として確立した。

## 法的特徴

### 国家の主体性についての法原理
超国家機関は国家の主体性という法原理において、世界貿易機関や国際連合で見られるような、伝統的な国際法学における「国際的」結合とは異なるものでありながら、国家とも根本的に異なる。超国家機関は独自の主権に基づいておらず、その代わりに超国家機関の権限は加盟国から譲渡された主権、いわば派生的主権に基づいている。

### 超国家的法令の優位性
超国家機関の持つ法的特徴は、とりわけ加盟国において自然人および法人に対する直接効果を発する法令を公布する能力を持つことにある。このため多数説によると超国家機関の法令は国内法に優先して適用されることになる。国際法と違って超国家機関の法令は、国内法の規定に違反していようとも加盟国内において承認・受容される（たとえば欧州司法裁判所での提訴など）。超国家的法令の直接効果により自然人・法人も損害賠償を請求することができる。関係法令が訴訟提起時において必要な修正がなされていない場合には、加盟国内の裁判所における既存の国家賠償請求訴訟の枠組みで賠償を求めることができる。

## 事例
超国家的な組織の事例として、欧州連合の一部となっていた欧州共同体や、欧州原子力共同体、東南アジア諸国連合、アンデス共同体、メルコスール、アフリカ連合、ラテンアメリカ・カリブ諸国共同体がある。最も古い事例としては欧州石炭鉄鋼共同体があったが、これはパリ条約が発効から50年で失効する規定があったため、同共同体は2002年に消滅した。
超国家的機関ははっきりとした、また均衡の取れた機構や、参加国間の緊密な法律上の結束を持つことが特徴である。取り決めにより協議や柔軟性を持つ北米自由貿易協定やアメリカ・中米・ドミニカ共和国自由貿易協定といった統合方式では、超国家的な統合モデルは明確に拒絶されており、政府間主義を志向している。